# 中國大陸居民赴臺灣旅遊

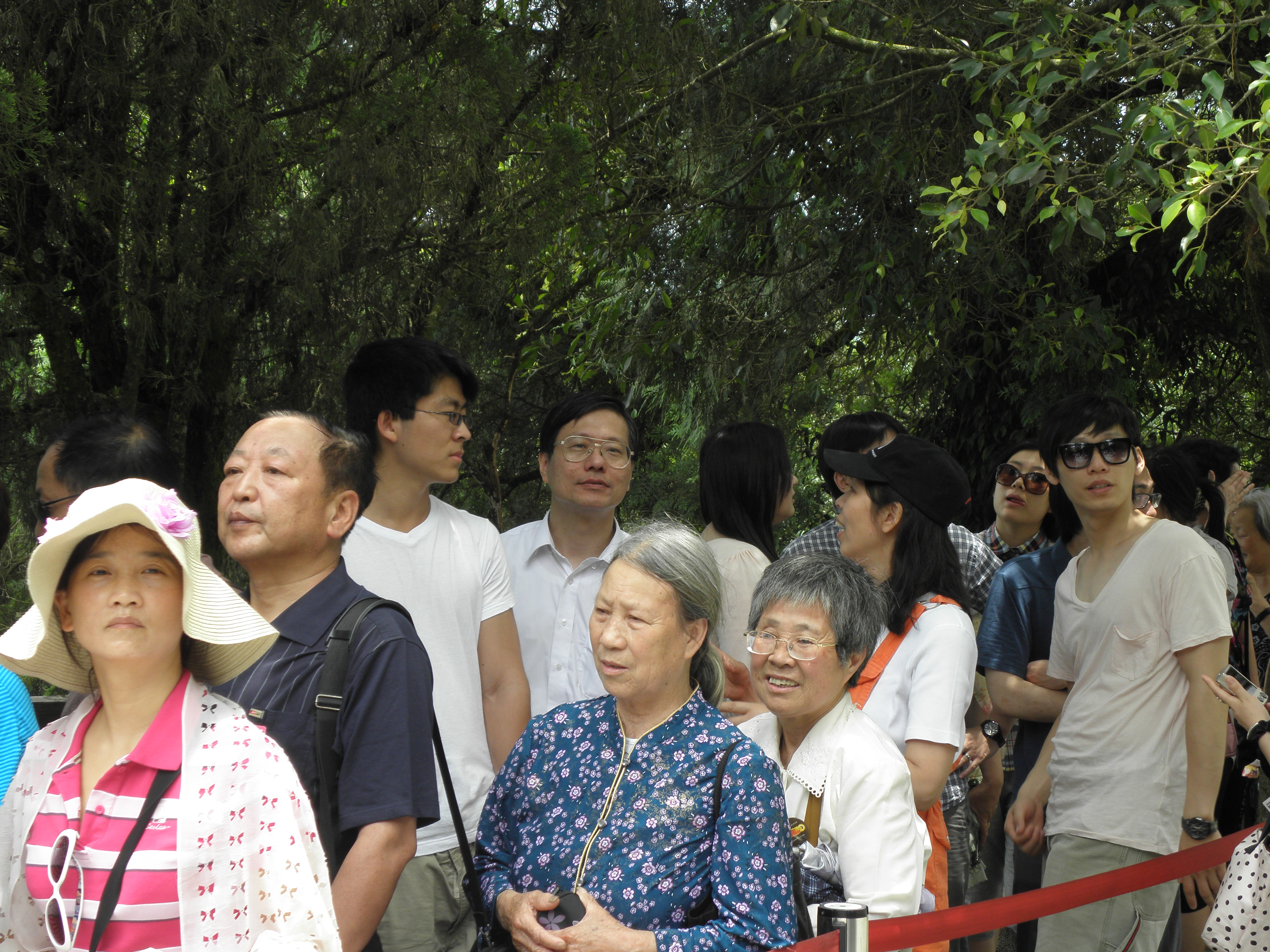
中國大陸觀光客在日月潭排隊拍照。

中國大陸居民赴臺旅遊，是指在中華人民共和國和中華民國雙方政府的協調下，中國大陸居民組團或單獨前往台灣旅遊的措施。据交通部觀光署統計，自2008年開放中國大陸旅客來臺旅遊起，至2012年9月止，其已創造新台幣3,844億元的外匯收入，其中團體旅客帶來約2,218億元外匯收入。2019年8月1日起中國大陆暫停赴台自由行，讓來台的陸客銳減並造成旅遊業一定衝擊。2024年12月17日，上海市副市長華源在雙城論壇中表示，上海方面將積極推動上海居民赴台團隊遊，旅遊路線一定會包含台北市。為2019年后，第一個正式宣布恢復陸客團赴台游的大陸城市。

## 歷程

### 开放过程
2005年7月28日，中華民國政府指定中華民國旅行商業同業公會全國聯合會，與中國旅遊協會協商中國大陸居民赴台灣旅遊。2005年11月5日，中華人民共和國政府宣布，將授權海峽兩岸旅遊交流協會與台灣對應的民間組織進行磋商，並派團前往台灣考察旅遊線路與設施。2006年4月16日，中華人民共和國國家旅遊局、中華人民共和國公安部與國務院台灣事務辦公室聯合發佈施行《大陸居民赴台灣地區旅遊管理辦法》。同年8月17日，海峽兩岸旅遊交流協會成立。8月25日，中華民國政府宣布將成立台灣海峽兩岸觀光旅遊協會，進行大陸居民赴台旅遊的技術磋商。8月27日，台灣海峽兩岸觀光旅遊協會成立。此後，海峽兩岸旅遊民間組織在澳門進行了多次技術磋商。
2008年6月13日，中國大陸的海峽兩岸關係協會與台灣的海峽交流基金會在北京經過協商，達成並簽署《海峽兩岸關於大陸居民赴台灣旅遊協議》，該協議規定中國大陸居民赴台灣旅遊在7月18日正式實施。7月4日，兩岸週末包機正式啟動，號稱首發團的旅遊團亦搭乘當日包機啟程。2009年1月17日修正「大陸地區人民來臺從事觀光活動許可辦法」：增訂中國大陸人民持中國大陸地區機關出具之證明文件亦得申請來臺觀光，放寬申請資格之認定標準；降低組團人數為5人以上；延長旅客在臺停留期間至15日；調降旅行業保證金額度為100萬元。
2011年6月28日開放自由行初期首批試點城市以北京、上海、廈門3個城市為先期試點，每日來臺申請配額上限500人。第二批試點城市再增加開放天津、重慶、南京、廣州、杭州、成都、濟南、西安、福州、深圳10個城市，並於2012年4月28日啟動，每日來臺申請配額上限由500人調整為1,000人。另2013年4月1日起每日來臺申請配額上限由1,000人調整為2,000人。截至2013年4月20日，計541萬9,503人次來臺觀光，3月份每日平均來臺旅客數為6,020人，開放後單日最高旅客數達11,144人次。經小兩會積極磋商達成共識，並經大兩會2013年3月20日完成換文確認，中國大陸觀光團平均每日來臺配額由4,000人調高為5,000人，自2013年4月1日起生效。2015年3月18日，中國大陸開通台灣個人遊的城市擴大到47個。

### 旅游形式
自2011年6月28日起，中國大陸人民可以持中華民國臺灣地區入出境許可證及大陸居民往來台灣通行證以個人旅遊的方式前往臺灣旅遊。一般而言，只要在計劃範圍內的城市，便可經簡單的簽注手續前往臺灣境內旅遊，期間最多可逗留15天。現時，中國大陸共47個城市的居民，可以“個人遊（自由行）”身份到臺灣旅遊。自由行中國大陸觀光客總體滿意度較跟團旅遊者高出許多，並且年齡較跟團者更為年輕。
2012年10月10日~10月31日間，交通部觀光局針對「起得比雞早、跑得比馬還快、睡得比賊晚、吃得比豬還差」的传言，對出境之中國大陸觀光團進行抽訪調查，92.17%認為在臺旅遊的感受與流傳說法並不相符。而認為符合的1.98%旅客則表示，其主要偏向為「行程緊湊」，常須「早起出發」，餐食問題則是「口味清淡」及「菜色重覆」。
時有中國大陸遊客觀光生病住院，但因為沒有台灣健保制度賴帳，有高達140萬醫藥費無法償還的案例，部分旅行社不是代墊，就是被醫院追債，旅行社希望中國大陸能推動兩岸旅客保險制度。 故觀光局修正「大陸地區人民來台從事觀光活動許可辦法」，自2015年10月1日起，來台中國大陸遊客須檢附旅遊傷害保險與突發疾病醫療保險的投保證明，才會核發入台證件。

### 交流生變
2016年11月，為減緩中國大陸旅客來台人數減少所造成之經濟衝擊，觀光局訂定「補助接待大陸地區人民來臺觀光業務受衝擊之旅行業辦理國內旅遊實施要點」。
2019年7月31日，海峡两岸旅游交流协会发布《海峡两岸旅游交流协会关于暂停大陆居民赴台个人游试点的公告》，决定自2019年8月1日起暂停47个城市大陆居民赴台个人游试点。
2023年9月1日起，旅居及留學第三地中國大陸人士可以申請來台從事觀光活動。
2024年4月28日，中华人民共和国文旅部副部長饒權宣布，將恢復福建居民到馬祖旅遊。
2024年9月27日，福建省公安厅出入境管理局宣布恢复办理福建居民赴金门旅游签注。
2024年12月17日，上海市副市長華源在雙城論壇中表示，上海方面將積極推動上海居民赴台團隊遊，旅遊路線一定會包含台北市。為近年来，第一個正式宣布恢復陸客團赴台游的大陸城市。
2025年1月17日，中国文旅部宣佈即将恢复福建、上海居民到台湾的跟团旅游。

## 統計数据

### 人數
- 2011年，共計178萬人次。[18]
- 2012年10月止，已突破200萬人次。[19]
- 2014年止，已突破300萬人次。[20]
- 2015年前三季，中國大陸遊客人均消費為232.15美元，已高於日本旅客的221.45美元。[21]

## 熱門景點
2012年11月8日，交通部觀光局表示，為強化中國大陸觀光團在臺旅遊品質，觀光局將持續加強「熱門景點」分流管制、遊覽車工時管控、團餐品質與「合理行程」的審核管控，另推動旅遊團體入住星級旅館等措施。根据2015年十一長假期间中國大陸旅客在臺灣移動情況分析，中國大陸遊客最常去的十大景點分別是西門町、墾丁、日月潭、台北101、野柳、士林夜市、太魯閣、阿里山、國立故宮博物院及九份。

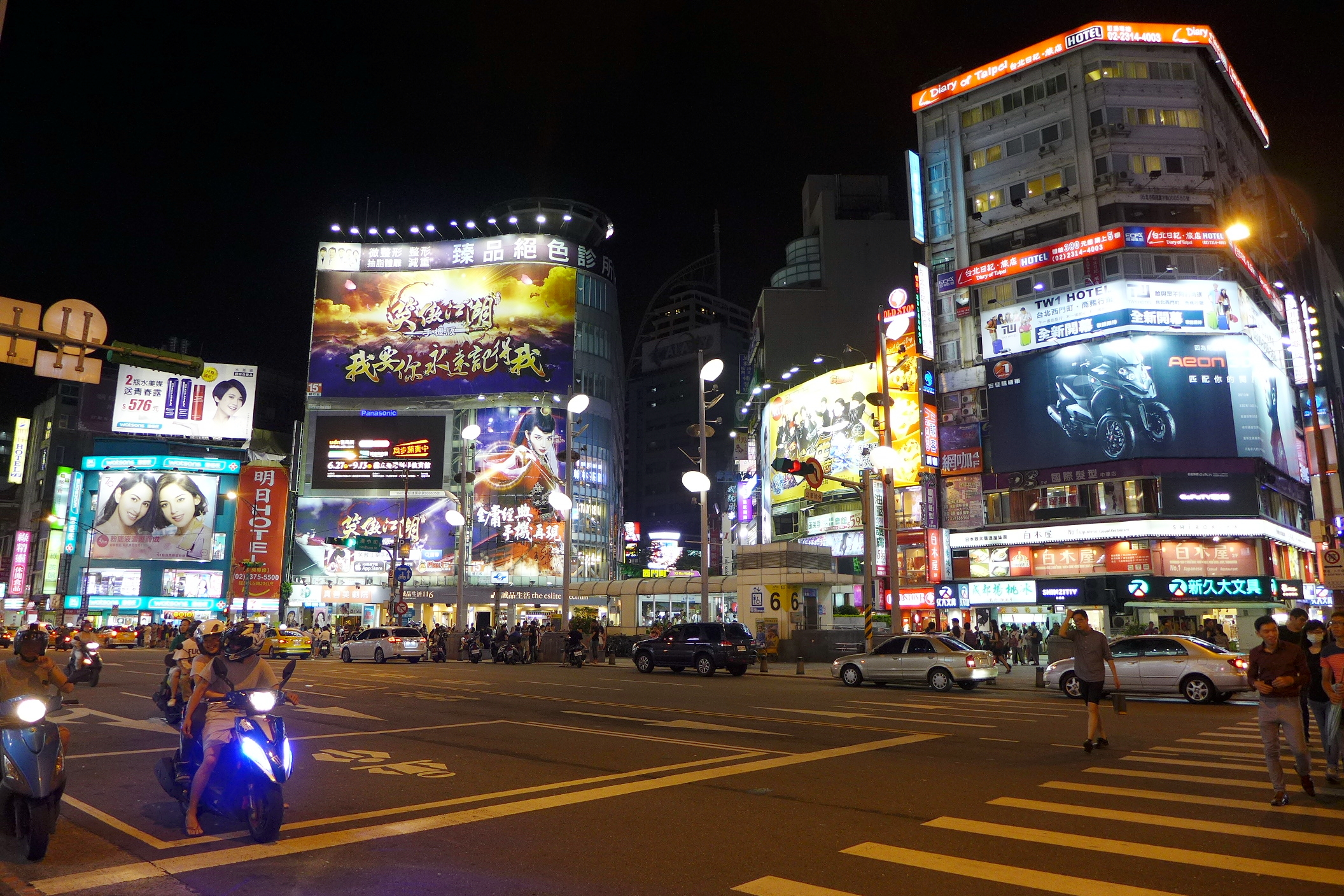
1. 西門町
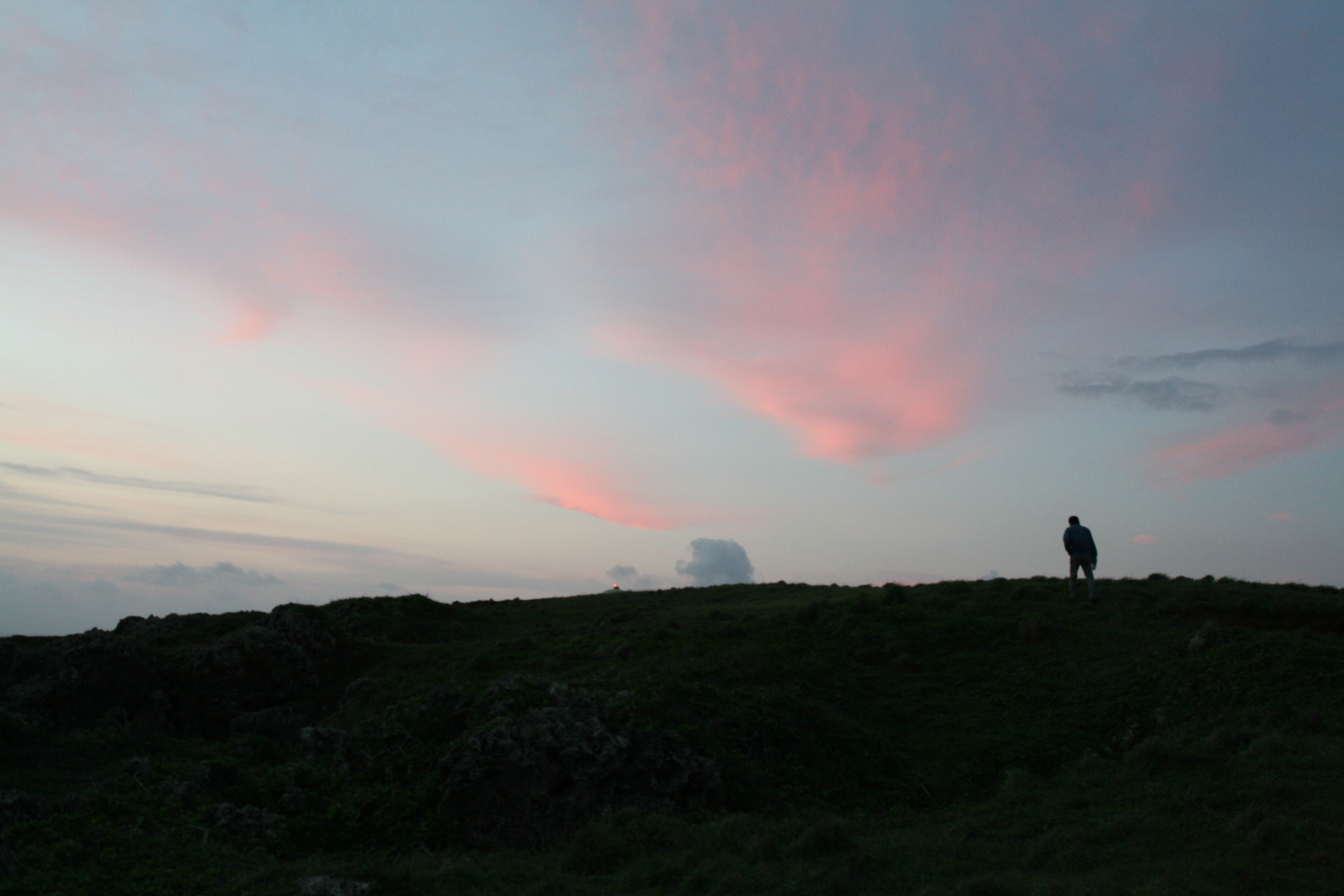
2. 墾丁
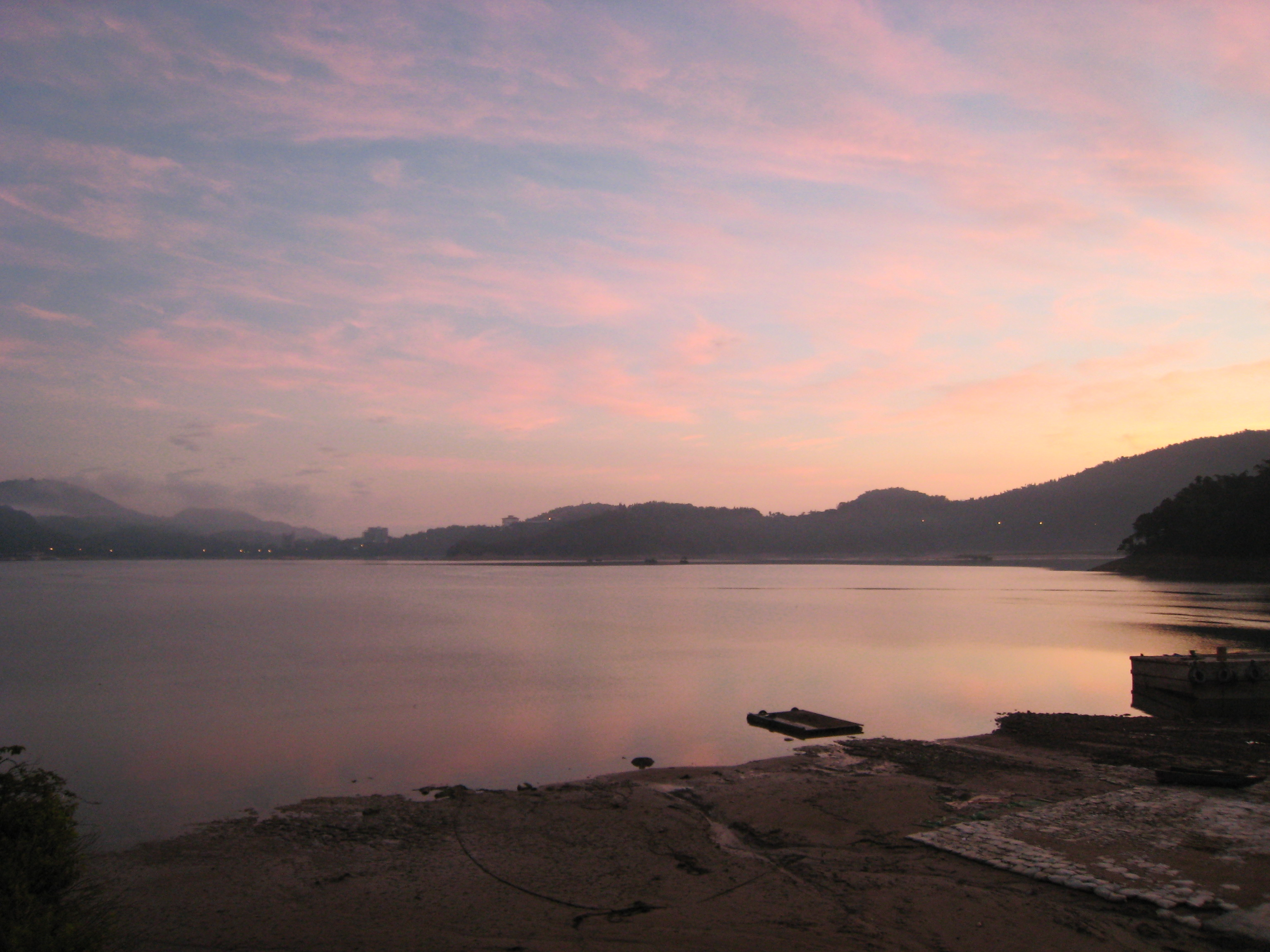
3. 日月潭
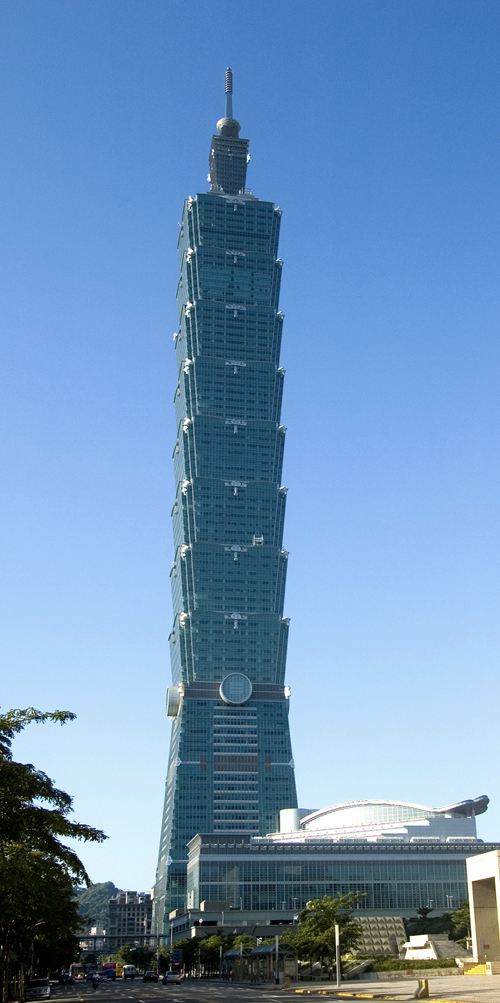
4. 台北一○一
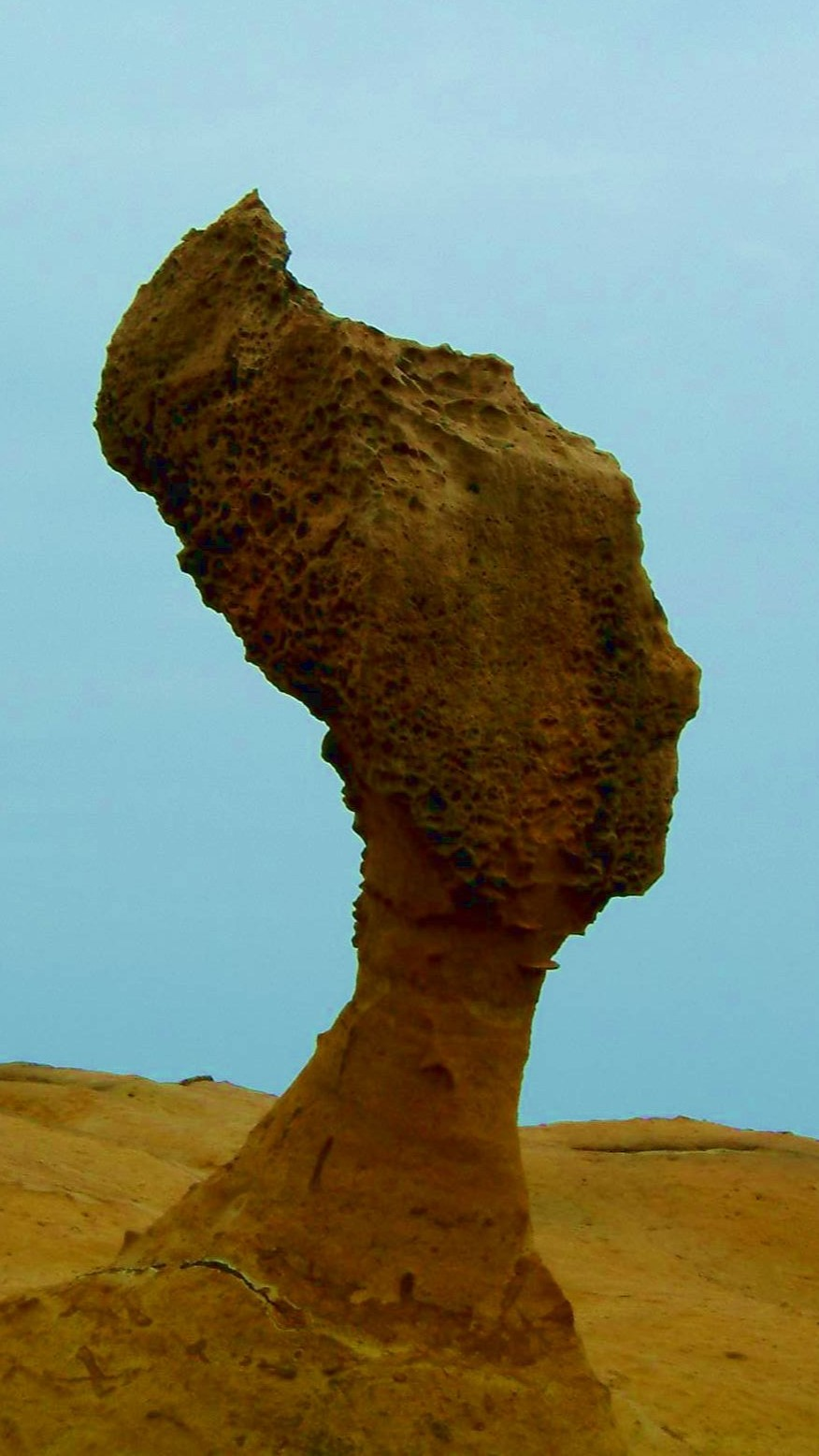
5. 野柳

## 外部連結
- 大陸地區人民來臺從事觀光活動許可辦法（页面存档备份，存于）